# Urtima riksdag
Urtima riksdag var ett uttryck som användes om de svenska riksdagar som inkallades utöver de ordinarie sessioner som var fastlagda i riksdagsordningen. Uttrycket slutade användas efter de grundlagsreformer som genomfördes under 1970-talet. Idag[källa behövs] är den officiella beteckningen istället urtima riksmöte. Urtima riksmöte hölls 1980, huvudsakligen för att besluta om höjning av momsen och andra skatter. Det urtima riksmötet 1980 var samlat från 25 augusti till 6 september. Det var socialdemokraternas initiativ att kalla riksdagens ledamöter till urtima riksmöte. 
Urtima riksdagar var relativt ovanliga och togs endast till i nödfall som exempelvis vid nationella och internationella kriser då det var av vikt att riksdagen var sammankallad. Sådana kriser inträffade vid unionsupplösningen och under första världskriget. Urtima riksmöte kan inte längre hållas då en ändring i riksdagsordningen under 2003-04 års riksmöte innebär att ett riksmöte håller på till dess att nästa påbörjas.

## Årtal för urtima riksdagar
Ståndsriksdagen
- 1742–1743

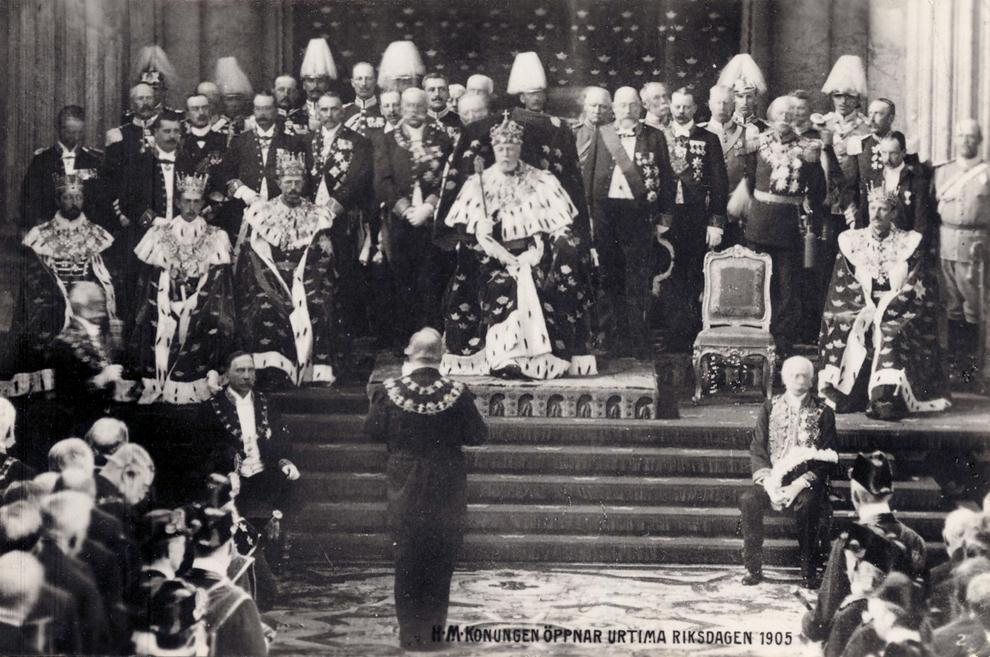
Kung Oscar II öppnar den urtima riksdagen 1905 i Rikssalen på Stockholms slott.

- 1810 (prins Karl August frånfälle, fastställande av ny successionsordning och val av ny kronprins)
- 1817–1818
- 1834–1835 (riksbanken skulle ställas under konungens och ständernas gemensamma lagstiftningsrätt)
- 1844–1845

Tvåkammarriksdagen
- Urtima riksdagen 1871
- Urtima riksdagen 1892, gällde Sveriges försvar.[3]
- Första urtima riksdagen 1905
- Andra urtima riksdagen 1905, 30 september–18 oktober, för Riksaktens upphävande.
- Urtima riksdagen 1918
- Urtima riksdagen 1919
- Urtima riksdagen 1939
- Urtima riksdagen 1940

De extra riksdagar som inföll 1887 och 1914 var lagtima eftersom de föregicks av riksdagsval. Att 1810 års urtima riksdag i Örebro var urtima, framgår tydligt av successionsordningen (lag 1810:0926).

## Årtal för urtima riksmöten
Enkammarriksdagen
- 1980 (moms och skattehöjning)